# Actinecta torpedo
Actinecta torpedo is een zeeanemonensoort uit de familie van de Minyadidae. De wetenschappelijke naam van de soort is voor het eerst geldig gepubliceerd in 1886 door Bell.